# Shirley McCay
Shirley McCay (Drumquin (Noord-Ierland), 7 juni 1988) is een Iers hockeyspeler.

## Levensloop
McCay begon met hockeyen toen ze twaalf was. In 2012 speelde McCay haar eerste wedstrijd voor de Ierse hockeyploeg, tegen Canada. In 2018 speelt ze voor Pegasus LHC. Eerder kwam ze uit voor Ulster Elks, KHC Dragons, Old Alex HC en Omagh HC.
McCay maakte deel uit van het team dat tijdens het wereldkampioenschap van 2018 beslag legde op de zilveren medaille.